# Augusto Goulart de Medeiros
Augusto Goulart de Medeiros GOA • MOCE (Horta, Matriz, 1 de fevereiro de 1878 — Lisboa, Campo Grande, 10 de setembro de 1953) foi um oficial e político português.

## Biografia
Filho de Manuel Francisco de Medeiros, Bacharel formado em Medicina, e de sua mulher Maria Alexandrina Goulart, última Senhora ou Administradora do Morgado dos Goulart, no Faial, Açores, e irmão de Manuel Goulart de Medeiros e Alberto Goulart de Medeiros.
Capitão-de-Mar-e-Guerra da Marinha Portuguesa, entre outras funções, foi Governador Civil do Distrito da Horta (1911-1913) e do Distrito do Funchal (1934-1935).
Foi feito Grande-Oficial da Ordem Militar de Avis a 5 de outubro de 1936, condecorado com a Medalha da Vitória, com a Medalha Comemorativa das Campanhas do Exército Português, com a Medalha de Comportamento Exemplar - Grau Ouro, com a Medalha de Ouro de Filantropia e Generosidade de Socorros a Náufragos e recebeu a Medalha da Ordem da Cruz Vermelha da Alemanha a 21 de junho de 1937.
Casou a 27 de maio de 1903 com Maria Júlia de Antas de Loureiro de Macedo (21 de julho de 1883 - ?), filha de Alfredo de Antas da Cunha e Brito Lopes de Macedo e de sua mulher Capitolina Maria de Almeida de Loureiro, bisneta do 1.º Barão de São José de Porto Alegre, da qual teve três filhas:
- Maria Augusta de Loureiro de Macedo Goulart de Medeiros (19 de abril de 1904 - ?), casada civilmente a 24 de fevereiro de 1930 com Emílio d'Espinay Patrício (9 de dezembro de 1899 - ?) já divorciado sem geração, com geração[6]
- Maria Amélia de Loureiro de Macedo Goulart de Medeiros (Lisboa, Lapa, 13 de abril de 1906 - 4 de novembro de 1983),[6] casada em Lisboa, Campo Grande, a 24 de junho de 1939 com António Victorino de Lacerda Fernandes e Almeida (Barreiro, Barreiro, 18 de abril de 1912 - Lisboa, 5 de novembro de 2000), conhecido Advogado Lisboeta, com geração
- Maria Luísa de Loureiro de Macedo Goulart de Medeiros (1 de janeiro de 1911 - ?), casada a 10 de dezembro de 1932 com Arménio da Fonseca Lopes (4 de janeiro de 1906 - ?), com geração[6]